# 松平綱隆
松平 綱隆（まつだいら つなたか）は、江戸時代前期の大名。出雲国松江藩2代藩主。官位は従四位下・信濃守、出羽守、侍従。雲州松平家2代。

## 生涯
寛永8年（1631年）2月23日、出雲国松江藩初代藩主・松平直政の長男として誕生した。
慶安4年（1652年）12月26日、元服する。江戸幕府4代将軍・徳川家綱より偏諱を授かって綱隆と名乗り、従四位下・信濃守に叙任する。寛文6年（1666年）2月、父が死去したため、同年4月10日に家督を継いだ。その時に次弟・近栄に3万石（広瀬藩）、三弟・隆政に1万石（母里藩）を分与している。同年12月28日、侍従に遷任する。信濃守を止め、出羽守を兼任する。
ところが、藩内では先代・直政の治世末期から続く社会不安や士風の弛緩、さらには財政悪化の兆しを抱えていた。そこへ追い打ちをかけるように重臣・香西隆清（こうざい たかきよ）の追放事件や大水害による被害が起きたため、藩政の混乱が隠し切れないものとなった。
綱隆は、米・雑穀の移出禁止、酒造の禁止、藩札を発行するなどで事態を切り抜けようとしたが、逆に財政が悪化した。しかも延宝元年（1673年）には、綱隆が神主の小野隆俊（おの たかとし）の美貌の妻に横恋慕するあまり、彼に無実の罪を着せて流罪とするという事件も起こった。後に隆俊は死んだため、松平家はその怨霊を恐れて推恵社に彼を祀った。
延宝3年（1675年）閏4月1日に急死した。享年45。跡を四男の綱周（綱近）が継いだ。あまりに突然の死であったため、隆俊の亡霊に殺されたと噂されたといわれている。綱隆の男系血筋は直応の代で断絶する。

## 系譜
- 父：松平直政（1601-1666）
- 母：久姫 - 慶泰院、松平忠良の娘
- 正室：亀姫（1634年 - 1707年） - 万姫、天称院、松平忠昌の娘
  - 男子：大学
  - 男子：弁丸
  - 男子：小次郎
  - 女子：津与 - 玉蓮院、有馬頼元正室
- 側室：三木氏
  - 四男：松平綱近（1659年 - 1709年）
- 側室：養法院 - 平賀氏
  - 五男：松平吉透（1668年 - 1705年）
  - 次女：豊姫 - 清高院、松平近時正室
  - 三女：清

## 偏諱を受けた人物
- 松平隆政（実弟、母里藩松平氏初代）
- 香西隆清（家臣）